# Slottet Herberstein
Slottet Herberstein är en ombyggd medeltida borg i det österrikiska förbundslandet Steiermark. Slottet Herberstein ligger på en klippa ovanför floden Feistritz.
Borgen Herberstein har anor tillbaka till 1200-talet. I mitten av 1500-talet, efter att borgens ägare hade upphöjds till friherre, byggdes den medeltida borgen om och ut, för att tjäna som representativ boning åt familjen. Byggnadsarbetena fortsatte i mer än hundra år. 
Även om regionen drabbades av de osmanska krigen blev slottet förskonat från belägringar, förstörelse och bränder.
Delar av slottet är idag öppna för besökare. Vid slottet ligger en historisk trädgård som 
rekonstruerades efter bilder från 1600-talet.

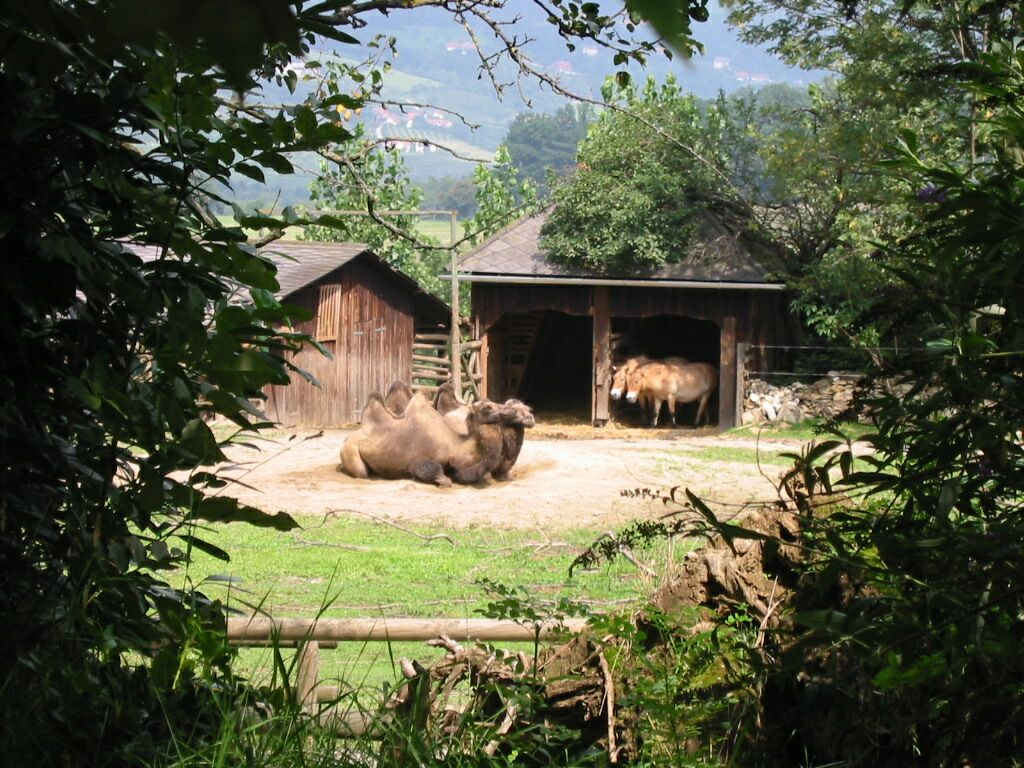
Djurparken Herberstein

Redan på 1600-talet skapades en djurpark med dovhjortar från Italien vid Feistritzravinens branta sluttningar. På 1960-talet utvidgades djurparken Tierweld Herberstein och öppnades för allmänheten.